# Cimbria Trabzonspor Berlin
Cimbria Trabzonspor Berlin is een Duitse voetbalclub uit de hoofdstad Berlijn.

## Geschiedenis
De club werd in 1984 opgericht door Turkse jongeren als FC Trabzonspor Berlin en werd genoemd naar de Turkse topclub uit die tijd Trabzonspor. In 2004 fuseerde de club met NSC Cimbria 1900 en nam zo de naam Cimbria Trabzonspor Berlin aan. De fusie legde de club alleszins geen windeieren en de club werkte zich op vier jaar tijd en evenveel promoties van de Kreisliga op tot de Berlin-Liga, de zesde hoogste klasse. Voor het eerst in vijf jaar draaide de club niet in de top mee, maar in de middenmoot. In 2012 degradeerde de club uit de Berlin-Liga en zakte een jaar later zelfs verder naar de Bezirksliga. De club ging in vrije val en in 2014 degradeerde Cimbria voor de derde keer op rij. In 2020 kon de club terugkeren naar de Bezirksliga, maar kon daar niet lang standhouden.